# Jan Edward Hofmokl

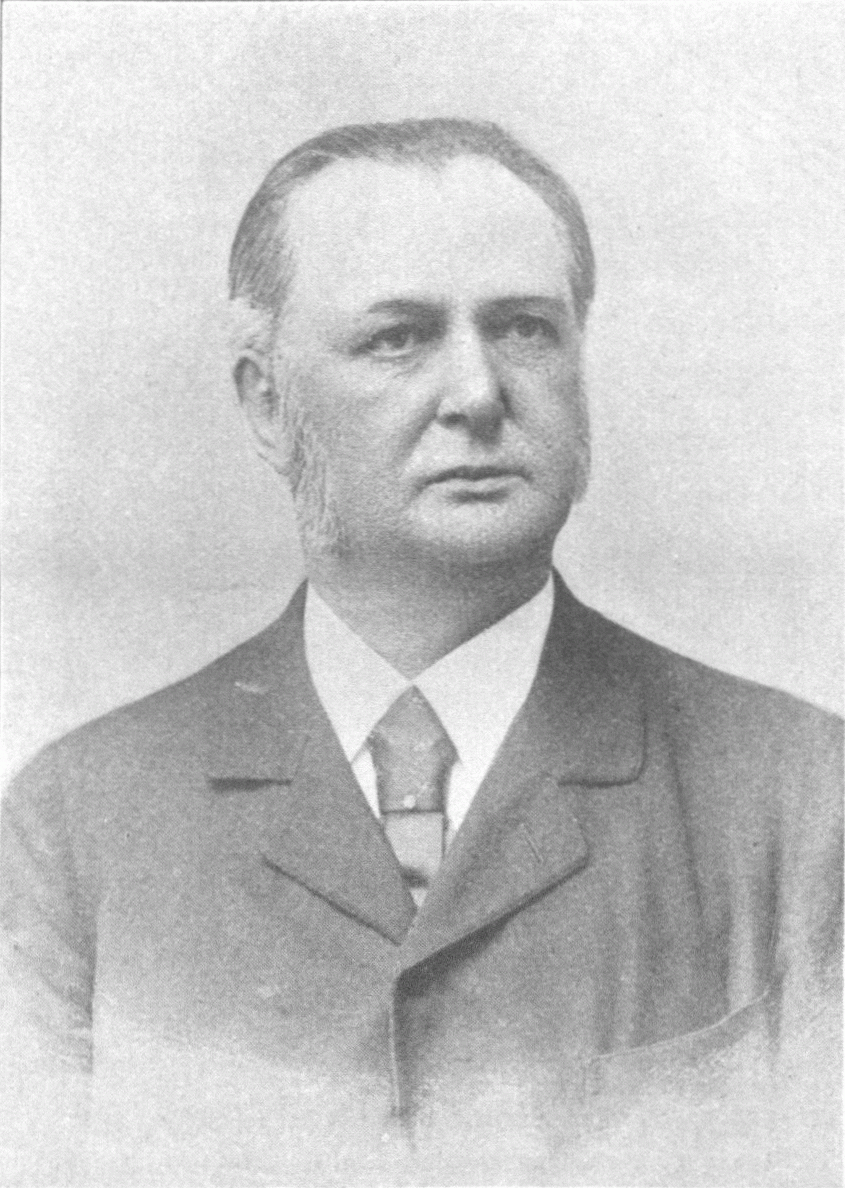
Jan Edward Hofmokl

Jan Edward Hofmokl, vel Johann Eduard Hofmokl (ur. 16 sierpnia 1840 w Brzeżanach, zm. 25 marca 1900 w Wiedniu) – polski chirurg, lekarz i prof. uniw. w Wiedniu

## Życiorys
Ukończył gimnazjum w Brzeżanach. Studiował medycynę na Uniwersytecie Wiedeńskim. Studia ukończył z tytułem dr medycyny i magistra położnictwa w 1865. Został chirurgiem, a od 1868 –asystentem w pierwszej klinice chirurgii uniwersyteckiej (szpital ogólny) u Johanna Dumreichera. Habilitację uzyskał w 1871, po czym był docentem, a od 1885 – profesorem nadzwyczajnym na Uniwersytecie w Wiedniu. Zajmował się głównie problemem przepuklin z powstawaniem kalusa (praca eksperymentalna z Salomon Stricker) i chirurgiczne prostowanie krzywizn krzywitycznych).
Od 1873 był lekarzem naczelnym (Chefarzt) oddziału chirurgicznego szpitala dziecięcego Leopoldstadt. W latach 1876–1881 kierował oddziałem chirurgicznym w Wiedeńskiej Poliklinice Ogólnej. Od 1881 pracował jako ordynator (Primararzt) w szpitalu Rudolfstiftung. Był także ekspertem medycznym w sądach wiedeńskich. Od 1900 radca rządowy.
W 1900 przeszedł na emeryturę i w tym samym roku zmarł. Pochowany na Cmentarzu Centralnym w Wiedniu.

### Wybrane prace
- Über Resection der Kiefer, Wien 1871
- Casuistik der eingeklemmten Hernien, in:"Wr. med. Presse", 1871;
- Przyczynek do opisu przebiegu nieprawidłowego naczyń krwionośnych przy rozcięciu krtani lub tchawicy. Z dodatkiem odmiany rurki tchawiczéj (Trachealcanüle). Podał Dr. ... Docent chirurgii w Wiedniu. (Odb. z Przeglądu Lekarskiego), Kraków 1872
- Przyczynek do operacji wargi zajęczej podwójnej, labium leporinum duplex, podał Dr. ..., Docent chirurgii w Wiedniu. (Odb. z Przeglądu Lekarskiego), Kraków 1872
- Über Callusbildung, in: Med. Jbb., Wien 1874;
- Über Blutdruckverhältnisse im grossen und kleinen Kreislauf, Wien 1875)
- Über Spina bifida, Wien 1878
- Über den intracapsulären Bruch des Radiusköpfchens bei Kindern, in: "Wr. med. Presse", 1879;.

## Rodzina
Urodził się w spolonizowanej rodzinie przybyłej z Austrii, syn Johanna Georga (ur. 1800). Jego bratem był prawnik i poseł do austriackiej Rady Państwa Michał Hofmokl (1832-1907). Miał córkę Barbarę (1888-1915), żonę radcy rządowego Rudolfa Waltera (1865-1930)